# Transilvane
Transilvane è un piccolo pianeta artificiale immaginario con due protuberanze simili a un paio di corna sulla propria superficie nell'Universo DC. Fu creato da Jack Kirby e comparve per la prima volta in Superman's Pal Jimmy Olsen n. 142 e n. 143 (ottobre-novembre 1971).

## Storia
Il vero nome di Transilvane era E.T.A.S. (Extraterrestrial Artificial Simulation, dall'inglese Simulazione Artificiale Extraterrestre). Fu creato per conto della NASA per simulare e studiare l'ambiente extraterrestre, con un occhio a lungo termine verso la colonizzazione umana. Quando il progetto terminò i fondi del governo, Dabney Donovan seminò il pianeta con forme di vita in miniatura e utilizzò un proiettore di film orbitante per proiettare film horror sulle nuvole del pianeta. Come risultato, i Transilvaniani assunsero le forme e le abitudini dei mostri dei film classici dell'horror.
Donovan pianificò di ripulire Transilvane, usando un "Cane Demone" robotico che spruzzasse in giro gas velenoso. Per fermarlo, numerosi Transilvaniani, guidati dal vampiro Conte Dragorin, e dal lupo mannaro Lupek, giunsero sulla Terra in navicelle spaziali a forma di bara che alteravano le dimensioni. Fallirono nel trovare Donovan, ma Superman, aiutato da Jimmy Olsen, distrussero il Cane Demone e salvarono Transilvane.
La storia terminò quando Superman decise di riprogrammare i Transilvaniani rimpiazzando i film horror con proiezioni di Oklahoma!.

## Reintroduzione
Dopo la Crisi sulle Terre infinite, Transilvane fu reintrodotto in Legends of the DC Universe n. 22 e n. 23 (novembre-dicembre 1999), scritto da Jean-Marc Lofficier e illustrato da José Landrönn.
Le origini di Transilvane rimasero pressoché le stesse, anche se la tecnologia ora vedeva coinvolta la nanotecnologia e all'interno campi miniaturizzati in quanto la Costante di Planck fu ridotta.
La nuova storia non vide la presenza di Jimmy Olsen; Superman e Donovan furono costretti a viaggiare fino a Transilvane a causa della minaccia della "Mandragora", un androide con il potere di distruggere tutte le plastiche della Terra, inviato dal Conte Dragorin.
Transilvane fu mostrato diviso in sei culture in guerra in tra loro, sempre basate sui film horror scaricati da Donovan dalle serie televisive horror notturne: i Frankenstein, guidati da Flesh, gli Zombies, guidati da Zorval, i Ghouls, le Mummie, e i Licantropi, guidati da Lupek, infine i Grotteschi e i Vampiri guidati da Dragorin.
Dopo essere fuggiti dai Frankensteins, Superman e Donovan furono attaccati dagli zombie, ma salvati dalla figlia di Lupek, Hood, che li portò al castello di Dragorin, costruito su una delle due corna del mini pianeta. Qui, Dragorin e il suo grottesco Igor, svelarono il pianoo di Donovan di spazzare via tutta la vita da Transilvane, e questo piano fu sventato attraverso la distruzione mutua assicurata. Alla fine fu stretta la pace da parte di Superman, assicurando così la sicurezza di Transilvane.

## Altre comparse
Un Dragorin e un Lupek comparvero precedentemente post-Crisi nella miniserie Guardians of Metropolis nel tardo 1994, dove la prima comparsa di Dragorin post-Crisi avvenne nel n. 1 e quella di Lupek post-Crisi nel n. 2, seguito da Superboy n. 57 e n. 58, comparendo qui come concorrenti nel "Demolition Run", una gara motociclistica metaumana. Questa storia ebbe luogo dopo la reintroduzione di Transilvane sopracitata. Questo Dragorin e questo Lupek, però, erano fisicamente somiglianti più alle loro controparti disegnate da Jack Kirby nel 1971 e non alle loro controparti post-Crisi disegnte da Landrönn. Le loro origini rimangono ignote.